# Boron (Mali)
Boron es una ciudad y comuna del círculo de Banamba, en la región de Kulikoró (Malí).
En 2009, su población era de 37 296 habitantes.